# Castelo (Culleredo)
Castelo (llamada oficialmente Santiago de Castelo) es una parroquia española del municipio de Culleredo, en la provincia de La Coruña, Galicia.

## Geografía
Situada a 240 metros de altitud, Castelo es la parroquia más alta del municipio de Culleredo; también la más rural, pues, debido a su situación, no se vio afectada por la explosión demográfica y urbanística de las parroquias del municipio situadas en la ribera de la ría del Burgo.
Se localiza a los pies del Monte Xalo (514 metros de altitud en su vértice geodésico), justo en el collado que separa los valles de Culleredo y Carral, con lo que es un antiguo lugar de paso.

## Entidades de población
Entidades de población que forman parte de la parroquia:
- Castelo de Abaixo
- Castelo de Arriba
- Donepedre
- Folgueira
- Vilaverde
- Xalo
- Xián

## Demografía
| Gráfica de evolución demográfica de Castelo entre 2000 y 2019 |
|                                                               |
| Datos según el nomenclátor publicado por el INE.              |